# Jules Leclercq (médecin)
Pour les articles homonymes, voir Jules Leclercq (homonymie) et Leclercq.
Jules Leclercq, né le 2 Juin 1883 à Maubeuge et mort le 11 septembre 1949 à Lille, est un professeur de l'université de Lille, précurseur en médecine du travail.

## Biographie
En 1910, Jules Leclercq soutient  une thèse en médecine légale, réalisée dans le laboratoire du professeur Jules Patoir (1867-1913). Il travaille ensuite sur l'anaphylaxie dans le laboratoire de l'Institut Pasteur de Lille du professeur Albert Calmette.
Il obtient l’agrégation de  médecine  en  1913. Mobilisé en 1914, il est requis pour  l’étude des gaz  asphyxiants, des  effets nocifs des explosifs et des conditions de vie des femmes dans les usines d’armement. Dans un livre La main-d'œuvre nationale après la guerre, rédigé dans les tranchées, avec son collègue Pierre Mazel, ils ont établi les bases de ce que devrait être la médecine du travail. Les idées originales exposées dans cet ouvrage ont inspiré les législateurs. 
Après la guerre, il s'implique dans la médecine du travail en particulier dans les mines de charbon. Il occupe la chaire de Médecine légale et sociale en 1925.  Il contribue à la création de l'Institut de médecine légale et de médecine sociale inauguré en 1934 et à la  conception de l’hôpital-sanatorium Albert Calmette  ouvert dans le CHRU de Lille en 1936.  Dans l'institut de médecine légale, à la fin des années 1930, le  docteur  Amélie  Alphant-Marchand est responsable  du service  d'anatomie  pathologique  et Louis  Christiaens de celui  de  séro-hématologie. L'institut possède  un  service  de  radiologie  où  travaille Félix  Eloire,  un  service  de  toxicologie  où  officie  le  professeur  Albert  Lespagnol et des  services  de  clinique  médico-légale  qui  s'occupe  des jeunes  délinquants  sous  la  direction  du  docteur  Robert Vullien.
Il  est le doyen de la Faculté de médecine et de pharmacie pendant la seconde guerre mondiale. Il fonde avec le Professeur Marcel Marchand l’Institut de médecine du travail en 1942. En 1946, il obtient  la  création  d'une des trois premières chaires de médecine du travail (avec Paris et Lyon).  Abandonnant  la médecine  légale au professeur Maurice Muller,  il devient titulaire en médecine du travail  de l'Université de Lille;  il occupe cette place seulement  trois ans, il meurt  subitement d'un infarctus en 1949.
Il est élu  membre  correspondant  dans  la  division  d’hygiène  de  l’Académie  nationale de médecine  en  1945.

## Publications
- 1910 Recherches expérimentales sur la putréfaction : de l'influence de l'arsenic sur la décomposition cadavérique, Thèse de médecine, Lille[8].
- 1911 Les Lésions traumatiques des organes génitaux de l'homme devant la loi sur les accidents du travail, Paris : E. Larose, 32 pages avec Charles Paul[9].
- 1913 Les Applications pratiques de l'anaphylaxie, Préface de M. le Dr Albert Calmette, Paris : J.-B. Baillière et fils, 95 pages, avec Jean Minet[10].
- 1917 La Main d’œuvre nationale après la guerre, Préface de M. Édouard Herriot, Paris : Larousse, 164 pages, avec Pierre Mazel